# Delambre (cráter)

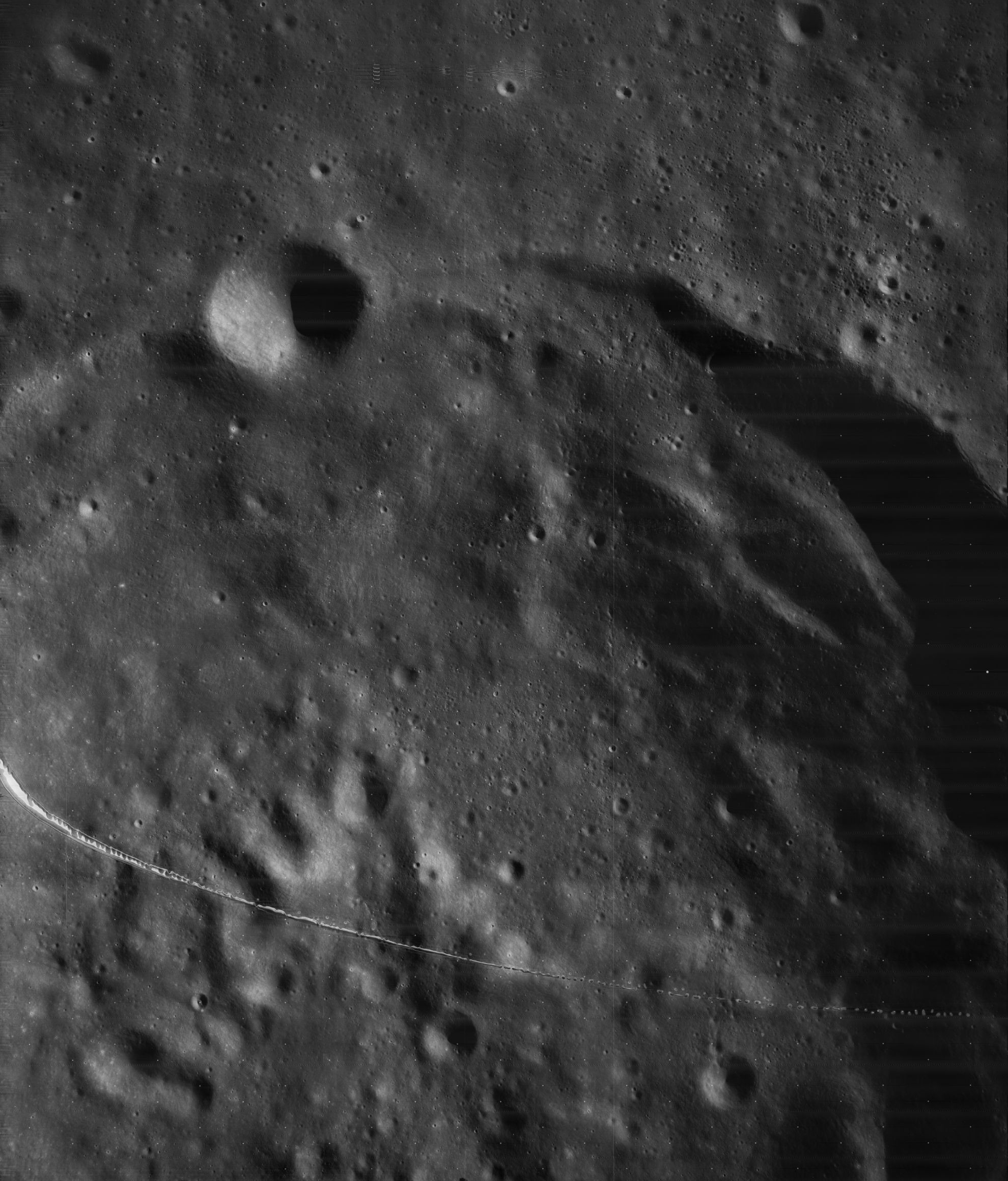
Interior desde el Lunar Orbiter 3 (marcas presentes en el original)

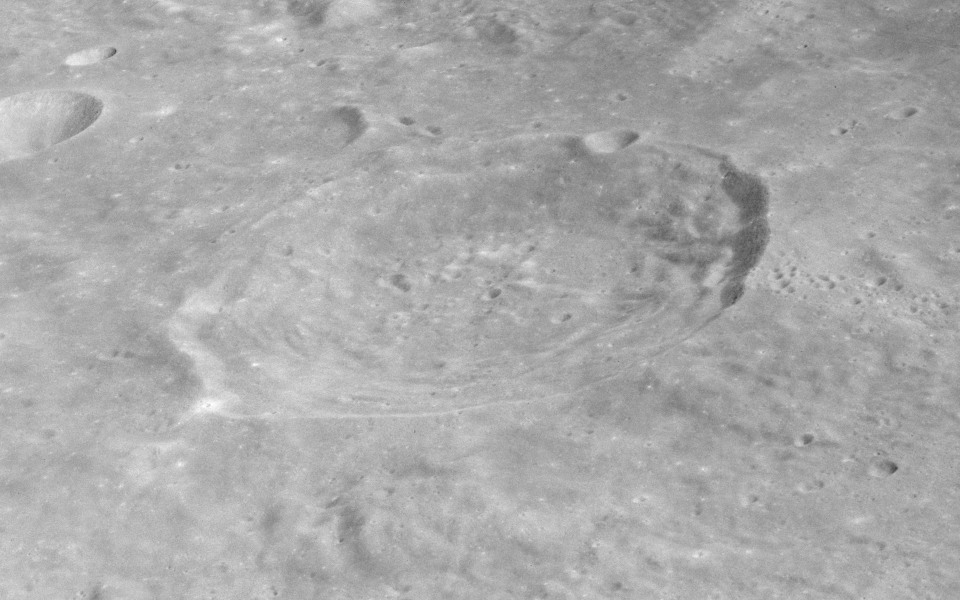
Fotografía de la misión Apolo 16

Delambre es un cráter de impacto lunar que se encuentra al suroeste del Mare Tranquillitatis, en la región central del altiplano. Al oeste se encuentra el par de cráteres Theon Junior y Theon Senior, estando este último más distante y situado al noroeste. Tiene 52 kilómetros de diámetro y 3,5 kilómetros de profundidad. Debe su nombre a Jean Baptiste Joseph Delambre, un astrónomo francés del siglo XVIII.
|  |

El brocal de Delambre tiene un interior aterrazado, con un pequeño cráter situado a lo largo del borde norte. En el sur muestra una ligera brecha y el suelo interior posee una superficie irregular. Cuenta con paredes altas, con algunos picos que alcanzan los 4 600 metros. Delambre fue el lugar de aterrizaje de la sonda no tripulada Ranger 8, que tomó fotografías del cráter. Delambre pertenece al Período Ímbrico Superior, que se prolongó hace entre 3800 y 3200 millones de años.

## Cráteres satélite
Por convención estos elementos son identificados en los mapas lunares poniendo la letra en el lado del punto medio del cráter que está más cerca de Delambre.
|          | \| Delambre \| Coordenadas \| Diámetro \| \| -------- \| --------------------------- \| -------- \| \| B \| 1°42′S 19°36′E / -1.7, 19.6 \| 10 km \| \| D \| 1°06′S 17°36′E / -1.1, 17.6 \| 5 km \| \| F \| 1°00′S 19°18′E / -1.0, 19.3 \| 5 km \| \| H \| 1°00′S 16°24′E / -1.0, 16.4 \| 16 km \| \| J \| 0°18′S 16°48′E / -0.3, 16.8 \| 12 km \| |          |
| Delambre | Coordenadas | Diámetro |
| B        | 1°42′S 19°36′E / -1.7, 19.6 | 10 km    |
| D        | 1°06′S 17°36′E / -1.1, 17.6 | 5 km     |
| F        | 1°00′S 19°18′E / -1.0, 19.3 | 5 km     |
| H        | 1°00′S 16°24′E / -1.0, 16.4 | 16 km    |
| J        | 0°18′S 16°48′E / -0.3, 16.8 | 12 km    |